# Heiligenkreuz bei Baden
Heiligenkreuz is een gemeente in de Oostenrijkse deelstaat Neder-Oostenrijk, gelegen in het district Baden. De gemeente heeft ongeveer 1300 inwoners.

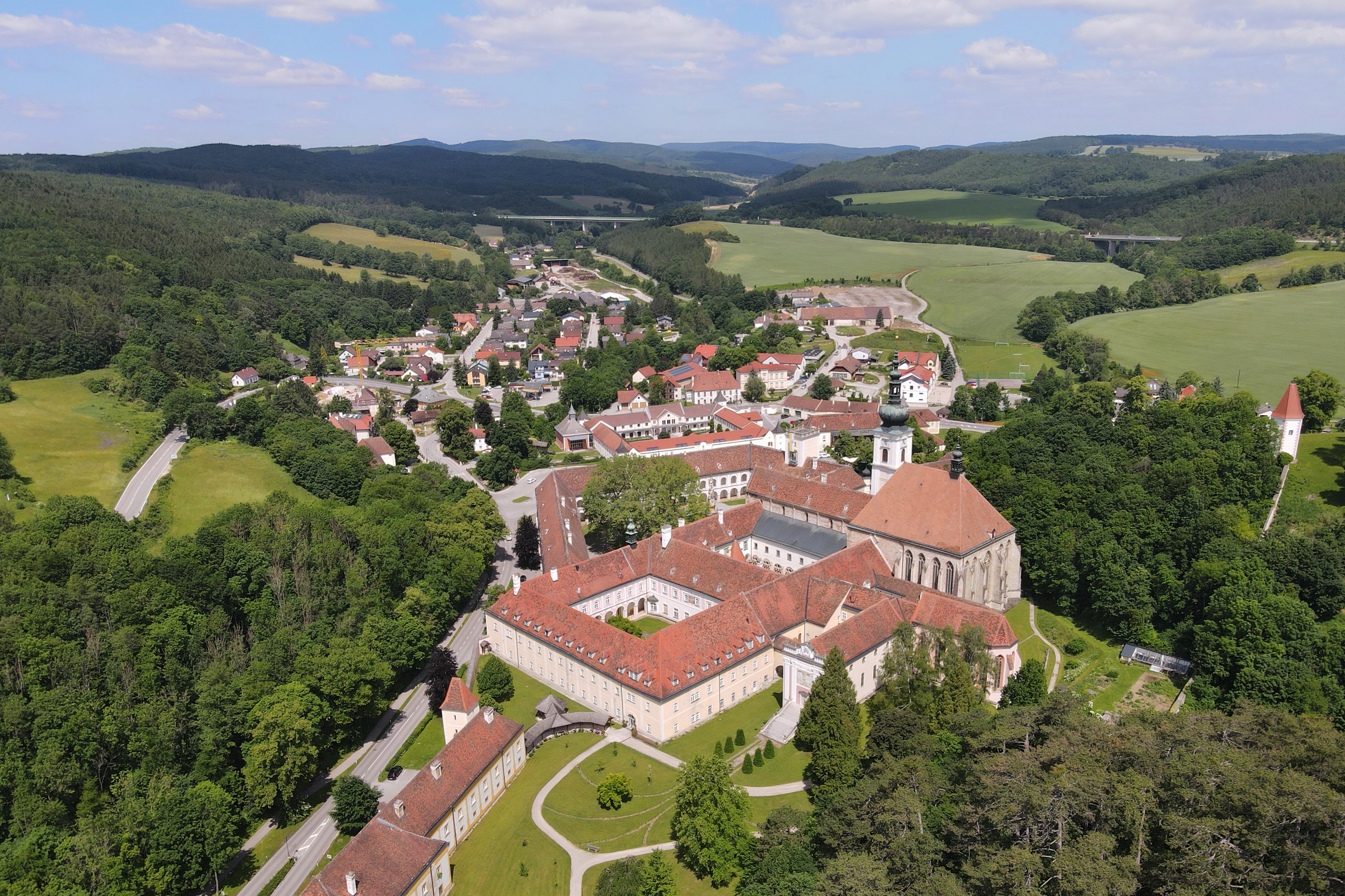
Blik op Heiligenkreuz

## Geografie
Heiligenkreuz heeft een oppervlakte van 29,5 km². Het ligt in het noordoosten van het land, in de buurt van de hoofdstad Wenen.

## Mayerling
Op het kloosterkerkhof van Heiligenkreuz werd barones Marie von Vetsera begraven, nadat zij op het jachtslot Mayerling samen met de Oostenrijkse kroonprins Rudolf zelfmoord pleegde. De moeder van Marie liet bij het kerkhof een kapel verrijzen. Bij het in deze kapel opgericht Mariabeeld, zijn twee engelen geplaatst, waarvan er een is gemodelleerd naar de beeltenis van Marie von Vetsera.